# Clístenes de Sición
Clístenes (En griego Kleisthénes) fue el tirano de Sición en torno a los años 600 y 570 a. C. Hijo de Aristónimo, alcanzó el poder tras asesinar a uno de sus hermanos y deponer a otro (Mirón e Isódamo), practicando una tiranía más radical que la de sus antecesores. Según Heródoto, Clístenes proclamó desde el principio de su gobierno sus sentimientos antidóricos y su odio hacia la ciudad de Argos, que antiguamente había dominado Sición, sentimiento que se tradujo en tres medidas que supusieron el golpe de gracia a la aristocracia doria:
- Prohibición de la competición en recitar los poemas homéricos, que celebraban a los héroes argivos.[1]
- Para debilitar el culto del héroe Adrasto Clístenes inició un santuario de su rival Melanipo y daba a Melanipo los honores que antiguamente eran de Adrasto;[2] también se favorecieron cultos populares y agrarios y se introdujo el culto de Dioniso.
- Cambio de los nombres de las tribus para que las tribus de Sición no compartan sus nombres con las tribus argivas.[2] Las dorias recibieron apelativos vejatorios (Hiatai [cerdos], Oneatai [asnos] y Choireatai [brutos]), mientras que la suya propia, la pre-doria y plebeya, pasó a llamarse tribu de los Archealoi (jefes del pueblo).[3]

Estas medidas populistas le proporcionaron la adhesión incondicional de las clases inferiores de raza pre-doria.
Su política exterior fue muy activa. Amplió el territorio de su ciudad con la conquista de Pelene y probablemente también la de Cleonas. Ayudó en la guerra contra Cirra y destruyó esa ciudad en el año 595 a. C. Se opuso con fuerza a las pretensiones hegemónicas de su odiada rival Argos, y participó en la primera guerra sagrada junto con Alcmeón de Atenas y Euríloco de Tesalia. Con su victoria, Clístenes logró un escaño para Sición en el nuevo consejo de la Anfictionía de Delfos.
El prestigio de Clístenes quedó de manifiesto en el número de pretendientes que aspiraban a la mano de su hija Agarista. Organizó una competición en la que los principales candidatos fueron Megacles, de la familia de los Alcmeónidas, y Hipoclides. Como Hipoclides hizo el ridículo bailando en estado de embriaguez delante del tirano, finalmente Megacles fue elegido como esposo de Agarista.
Clístenes falleció en torno al año 570 a. C., siendo sucedido por un tal Esquines, cuyo parentesco con Clístenes no está claro. Este Esquines fue expulsado en 556 a. C. por una intervención espartana promovida por el éforo Quilón
Parientes de Clístenes de Sición fueron Clístenes de Atenas y Agarista, la madre de Pericles.